# Liste der Baudenkmale in Mittenwalde (Uckermark)
In der Liste der Baudenkmale in Mittenwalde sind alle Baudenkmale der brandenburgischen Gemeinde Mittenwalde und ihrer Ortsteile aufgelistet. Grundlage ist die Veröffentlichung der Landesdenkmalliste mit dem Stand vom 31. Dezember 2022.

## Baudenkmale in den Ortsteilen
In den Spalten befinden sich folgende Informationen:
- ID-Nr.: Die Nummer wird vom Brandenburgischen Landesamt für Denkmalpflege vergeben. Ein Link hinter der Nummer führt zum Eintrag über das Denkmal in der Denkmaldatenbank. In dieser Spalte kann sich zusätzlich das Wort Wikidata befinden, der entsprechende Link führt zu Angaben zu diesem Denkmal bei Wikidata.
- Lage: die Adresse des Denkmales und die geographischen Koordinaten. Link zu einem Kartenansichtstool, um Koordinaten zu setzen. In der Kartenansicht sind Denkmale ohne Koordinaten mit einem roten beziehungsweise orangen Marker dargestellt und können in der Karte gesetzt werden. Denkmale ohne Bild sind mit einem blauen bzw. roten Marker gekennzeichnet, Denkmale mit Bild mit einem grünen beziehungsweise orangen Marker.
- Bezeichnung: Bezeichnung in den offiziellen Listen des Brandenburgischen Landesamtes für Denkmalpflege. Ein Link hinter der Bezeichnung führt zum Wikipedia-Artikel über das Denkmal.
- Beschreibung: die Beschreibung des Denkmales
- Bild: ein Bild des Denkmales und gegebenenfalls einen Link zu weiteren Fotos des Baudenkmals im Medienarchiv Wikimedia Commons

### Blankensee
| ID-Nr.            | Lage                 | Bezeichnung                  | Beschreibung | Bild                         |
| ----------------- | -------------------- | ---------------------------- | --- | ---------------------------- |
| 09130563 Wikidata | (Lage)               | Kirche                       | Die evangelische Kirche ist ein Fachwerkhaus aus dem 18. Jahrhundert. Innen befindet sich ein Kanzelaltar aus dem 18. Jahrhundert. | weitere Bilder               |
| 09130564          | (Lage)               | Wüste Kirche (Ruine)         | | BW                           |
| 09130565          | Blankensee 10 (Lage) | Herrenhaus                   | Das Herrenhaus wurde um das Jahr 1869 erbaut.                                                                                      | Herrenhaus                   |
| 09130936          | Blankensee 23 (Lage) | Wirtschaftsgebäude (Ölmühle) | | Wirtschaftsgebäude (Ölmühle) |

### Mittenwalde
| ID-Nr.                           | Lage                 | Bezeichnung  | Beschreibung | Bild           |
| -------------------------------- | -------------------- | ------------ | --- | -------------- |
| 09130862                         | Dorfstraße (Lage)    | Gutsspeicher | | Gutsspeicher   |
| 09130562 Wikidata                | Dorfstraße 24 (Lage) | Kirche       | Die evangelische Kirche wurde in der zweiten Hälfte des 13. Jahrhunderts errichtet. Der Altaraufsatz im Inneren wurde Ende des 17. Jahrhunderts errichtet. | weitere Bilder |
| 09131206 Teilobjekt zu: 09130562 | Dorfstraße 24 (Lage) | Glocke       | | BW             |